# Resolució 1022 del Consell de Seguretat de les Nacions Unides
La Resolució 1022 del Consell de Seguretat de les Nacions Unides fou adoptada el 22 de novembre de 1995. Després de recordar totes les resolucions sobre els conflictes a l'antiga Iugoslàvia, el Consell va suspendre les mesures en resolucions anteriors relatives a l'antiga Iugoslàvia.
Bòsnia i Hercegovina, Croàcia i Sèrbia i Montenegro van ser elogiats per la seva participació en les converses de pau en els Estats Units i la rúbrica de l'Acord Marc General. Les parts també havien acordat ajudar en la recerca de dos pilots francesos que havien desaparegut a Bòsnia i Hercegovina i garantir el seu retorn segur. Es va destacar la importància de la cooperació amb la Comissió d'Arbitratge de la Conferència de Pau a l'antiga Iugoslàvia.
Actuant en virtut del Capítol VII de la Carta de les Nacions Unides les mesures imposades en les resolucions 757 (1992) 787 (1992) 820 (1993), 942 (1994), 943 (1994), 988 (1995) 992 (1995), 1003 (1995) i 1015 (1995) foren suspeses amb efecte immediat. La suspensió no s'aplicaria a l'exèrcit serbobosnià fins que s'haguessin retirat darrere de les línies de separació. A més, el Consell posaria fi a la suspensió de les mesures contra Sèrbia i Montenegro i les autoritats serbobosnianes després de consultes amb l'Alt Representant, entre d'altres en el cinquè dia hàbil següent d'haver assenyalat que qualsevol de les parts no complia. Deu dies després de la primera elecció lliure i justa, s'acabarien totes les mesures. Durant la suspensió també s'alliberarien els fons congelats.
La resolució 1022 va ser aprovada per 14 vots a favor i l'abstenció de Rússia.